# Cryncus bifasciatus
Cryncus bifasciatus är en insektsart som först beskrevs av Lucien Chopard 1934.  Cryncus bifasciatus ingår i släktet Cryncus och familjen syrsor. Inga underarter finns listade i Catalogue of Life.